# Dorfkirche Kiekebusch

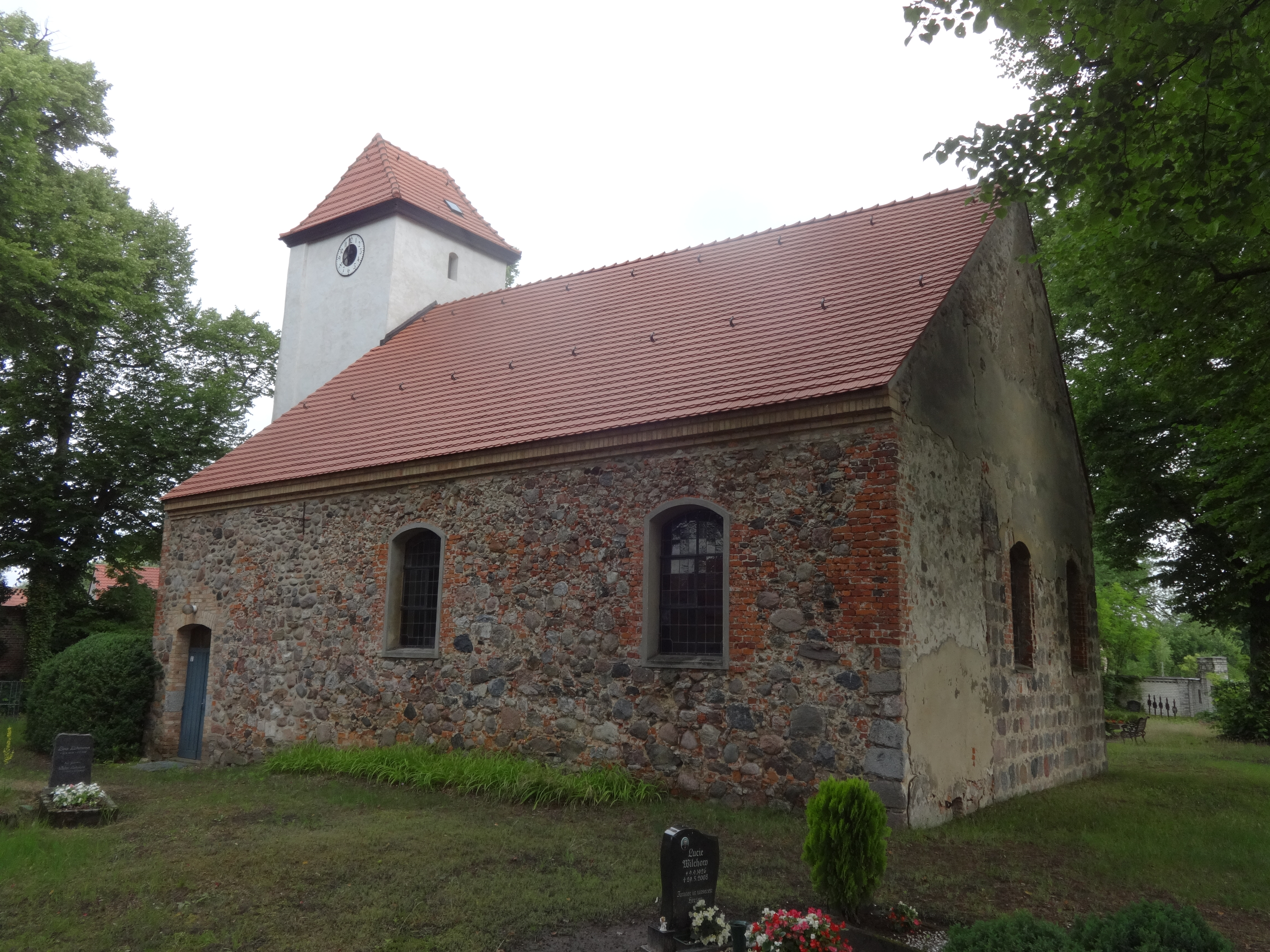
Dorfkirche Kiekebusch (2017)

Die evangelische Dorfkirche Kiekebusch ist eine Feldsteinkirche aus dem 14. Jahrhundert in Kiekebusch, einem Ortsteil der Gemeinde Schönefeld im Landkreis Dahme-Spreewald im Land Brandenburg. Die Kirchengemeinde gehört zum Kirchenkreis Neukölln der Evangelischen Kirche Berlin-Brandenburg-schlesische Oberlausitz.

## Lage
Durch den Ort verläuft von Nordwesten nach Südosten die Kiekebuscher Dorfstraße. Etwa in der Mitte des Dorfes zweigt die Straße Am Amtsgarten vor und hinter dem Bauwerk nach Norden hin ab und bildet so eine dreiecksförmige Fläche, auf der das Bauwerk hinter einer Einfriedung aus ungleichmäßig geschichteten Feldsteinen steht. Die postalische Anschrift lautet Am Amtsgarten 1.

## Geschichte
Der Sakralbau wurde vermutlich im 14. Jahrhundert von Handwerkern aus Feldsteinen errichtet. In den Jahren 1693 und 1694 erweiterte die Kirchengemeinde das Bauwerk nach Süden hin durch den Anbau einer Patronatsloge. Das Kirchenpatronat lag seit etwa 1650 bei Hans Christoph von Beeren. 1718 erhielt das Bauwerk einen Westturm aus Fachwerk; Handwerker hoben die Dachtraufe an und vergrößerten weiterhin die Fenster.

## Baubeschreibung
Der Chor wurde aus sorgfältig behauenen und lagig geschichteten Feldsteinen errichtet. Er ist nicht eingezogen, sondern nimmt die gesamte Breite des Kirchenschiffs ein. An der südlichen Seite schließt sich fast über die gesamte Breite des Schiffs die zu einem späteren Zeitpunkt angebaute Patronatsloge an. Hier ist eine deutlich Baunaht am Übergang zum ursprünglich errichteten Baukörper erkennbar. An der östlichen Chorwand sind zwei segmentbogenförmige Fenster. Ihre Laibung wurde zum Teil aus rötlichem Mauerstein erstellt, die in das vorhandene Gefüge der Feldsteine eingebaut wurde. Dies führt insbesondere beim südlich gelegenen Fenster im südlichen Bereich und am nördlich gelegenen Fenster ebenso am nördlichen Bereich zu deutlich sichtbaren Ausbesserungsarbeiten. Mittig sind die Reste eines zugesetzten, deutlich schmaleren Fensters zu sehen. Das legt die Vermutung nahe, dass die östliche Chorwand zunächst mit einer Dreifenstergruppe bestehend aus drei spitzbogenförmigen und deutlich schmaleren Fenstern errichtet und später barock umgebaut wurde. Der Giebel ist teilweise verputzt und ebenfalls aus Feldsteinen errichtet.
Die südliche Wand des Kirchenschiffs wird von der bereits erwähnten Patronatsloge dominiert. Sie besteht aus einem Gemisch aus Feldsteinen und Mauersteinen, die nicht behauen oder lagig geschichtet wurden. Im östlichen Bereich sind zwei segmentbogenförmige Fenster, deren Faschen hell verputzt sind. Westlich ist eine große Pforte, die aus deutlich hellerem, fast gelblichem Mauerstein errichtet wurde. Sie hebt sich damit stark von der westlichen Wand des Kirchenschiffs ab, deren Ecke aus rötlichem Mauerstein besteht. Die nördliche Wand des Kirchenschiffs dürfte mit den lagig geschichteten Feldsteinen aus der Bauzeit der Kirche stammen. Etwa mittig ist ein erstes Fenster, gefolgt von einem zweiten, ebenfalls barock vergrößerten Fenster, das in Richtung Westen platziert wurde. Sie werden durch ein deutlich kleineres Fenster im Turmgeschoss ergänzt. Auffällig ist, dass in Richtung der Dachtraufe deutlich kleinere und unbehauene Steine genutzt wurde. Diese stammen aus der Anhebung der Traufe im Jahr 1718. Das Satteldach ist mit doppeltem Biberschwanz gedeckt.
Der Westturm ist rechteckig und nimmt an seiner nördlichen Seite die Breite des Kirchenschiffs auf; südlich dominiert die Patronatsloge. Er wurde als ebenfalls behauenen, wenn auch nicht so sorgfältig geschichteten Feldsteinen errichtet. An seiner Nordwest- und Südwestecke sind je ein mächtiger, dreifach getreppter Strebepfeiler, der das Bauwerk stabilisiert. Die westliche Giebelwand ist zum Teil aus Feldsteinen errichtet. Daran schließt sich ein quadratischer Turmaufsatz an, der hell verputzt ist. An der Westseite ist unterhalb der Dachtraufe eine kleine rechteckige Öffnung; an der Ostseite eine segmentbogenförmige. An der Nord- und Südseite ist eine ausmittig angebrachte Turmuhr. Darüber ist ein Pyramidendach.

## Ausstattung

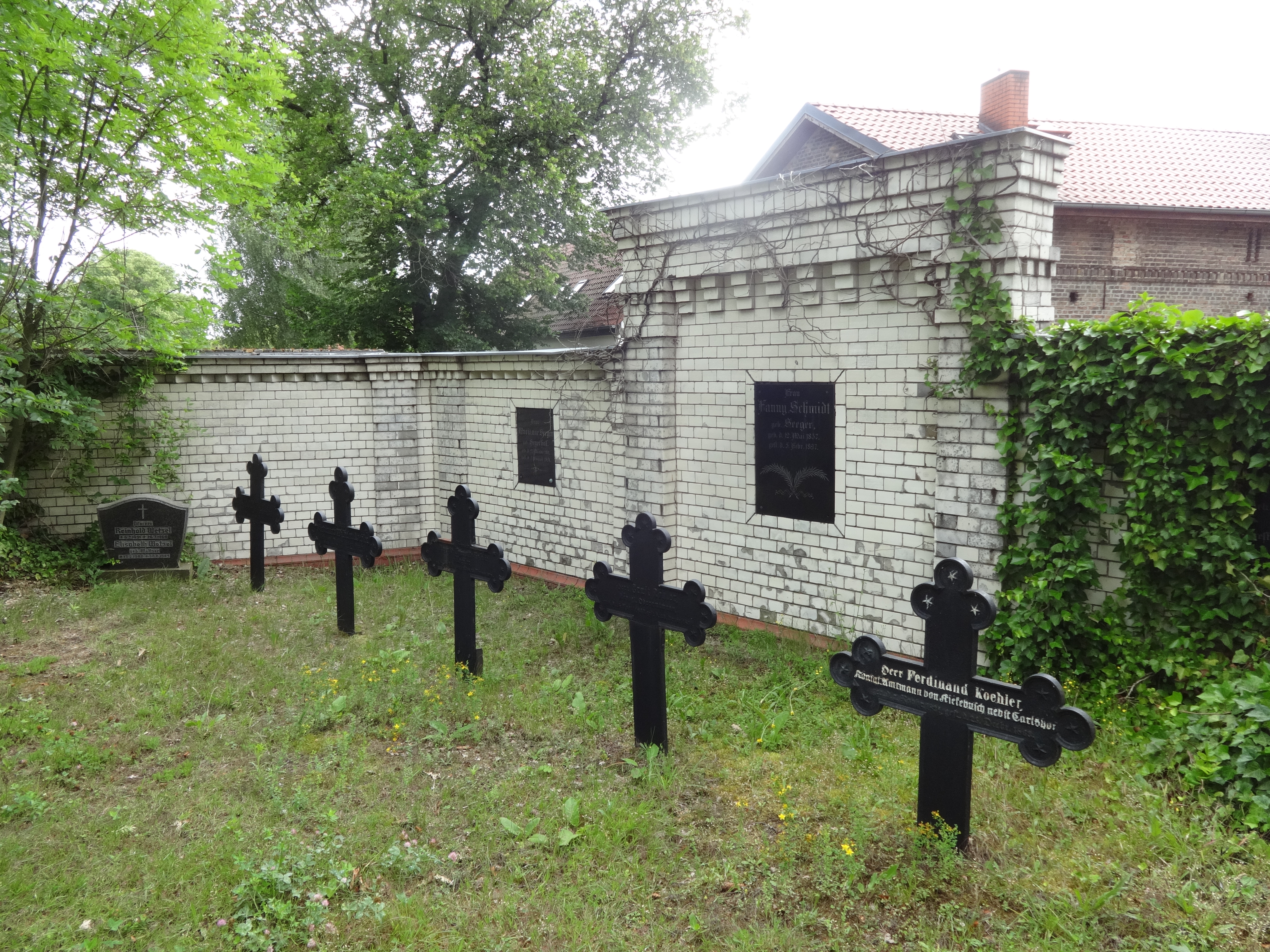
Friedhof

Der Altar entstand in der zweiten Hälfte des 17. Jahrhunderts aus Holz und ist mit Säulen, kannelierten Pilastern sowie Wangen verziert, die eine Ädikula bilden. An Stelle des Mittelbildes befindet sich im Zentrum ein spätgotisches Kruzifix aus der Mitte des 15. Jahrhunderts. Der Aufsatz besteht aus einem hölzernen Ornament sowie zwei Schnitzfiguren aus dem ersten Drittel des 15. Jahrhunderts. Eine Figur zeigt Maria, während die andere Figur möglicherweise Katharina von Alexandrien darstellt. Die Kanzel entstand aus Holz zum Ende des 17. Jahrhunderts. Sie besteht aus einem polygonalen Kanzelkorb sowie einem darüber befindlichen Schalldeckel.
Die Fünte ist spätgotisch und ist an ihrer Kuppa mit Ornamenten verziert. Zur weiteren Kirchenausstattung gehören eine Westempore sowie die Logen, die sich zum Schiff hin mit einem hölzernen Prospekt hin öffnen. Das Bauwerk ist in seinem Innern flach gedeckt.
In der Vorhalle stehen zwei steinerne Epitaphe, die an den 1674 verstorbenen Hans Christoph von Beeren und seine 1697 verstorbene Frau Elisabeth Sophia erinnern. Von Beeren erwarb um 1650 das Rittergut samt Kirche.